# 9wm
9wm ist ein  Open-Source-Fenstermanager für X11, der 1994 von David Hogan geschrieben wurde, um 8½, den Fenstermanager von Plan 9 Second Edition, zu emulieren. Viele spätere minimalistische Fenstermanager für X wurden durch 9wm inspiriert oder direkt davon abgeleitet.
Die Readme-Datei in der 9wm Quellcode-Distribution beschreibt es so:

“9wm is an X window manager which attempts to emulate the Plan 9 window manager 8-1/2 as far as possible within the constraints imposed by X. It provides a simple yet comfortable user interface, without garish decorations or title-bars. Or icons. And it's click-to-type. This will not appeal to everybody, but if you're not put off yet then read on. (And don't knock it until you've tried it).”

„9wm ist ein X-Fenstermanager, der versucht, den Plan 9-Fenstermanager 8-1/2 so weit wie möglich zu emulieren, innerhalb der Beschränkungen, die von X vorgegeben sind. Er liefert eine einfache, aber komfortable Schnittstelle ohne aufgeputzte Dekorationen und Titelleisten. Oder Icons. Und er ist „click-to-type“. Das wird nicht jedem gefallen, aber wenn Sie sich davon nicht abschrecken lassen, dann lesen sie weiter. (Und machen sie ihn nicht runter, bevor sie ihn nicht probiert haben.)“

9wm hat eine undokumentierte -nostalgia Option für einen Blit-Cursor, auf den John Mackin bestand.

## Eigenschaften
- 9wm ist in C geschrieben und nutzt die Xlib-Bibliothek. Es gibt keine anderen Abhängigkeiten.
- Ein Rechtsklick auf das Root-Window öffnet eine Menü, welches Fensteroperationen ermöglicht (verschieben, Größe ändern, beenden, verstecken), eine Liste von versteckten Fenstern, welche durch Auswahl vom Menü wieder dargestellt werden können, und ein Kommando, um eine Terminalemulation zu starten, typischerweise 9term. Es gibt keine Tastenkontrollen.
- Fensterränder machen im Original nichts als den Fokus anzuzeigen. Ziehbare Ränder zum Bewegen und Ändern der Größe werden eventuell in Plan 9 from Bell Labs und Plan 9 from User Space hinzugefügt.
- Es gibt eine Grenze von 32 versteckten Fenstern.
- Neue Fenster werden gezeichnet durch Aufforderung an den Benutzer, ein Bildschirmrechteck für das Fenster aufzuziehen, was dazu führen kann, dass eine andere Anwendung den Fokus an sich reißt, falls diese unerwartet ein neues Fenster öffnet.

## Größe von Fenstern ändern
Die Fenstergeometrie wird durch Aufziehen eines Rechteckes auf dem Bildschirm beschrieben. Zum Aufziehen klicken und halten des rechten Buttons an einer Ecke des gewünschten Rechtecks, bewegen der Maus zur diagonal gegenüberliegenden Ecke und loslassen. Platzieren neuer Fenster und Ändern der Größe geschehen durch Aufzieh-Operationen.

## Fenstermanager, die von 9wm abgeleitet oder inspiriert sind
- larswm
- aewm
- wm2 and wmx
- wmii
- dwm
- cwm
- rio